# Sertã
Sertã est une municipalité du Portugal, dans le district de Castelo Branco et la région Centre, qui compte près de 16 000 habitants. La ville de Sertã compte environ 5 500 habitants.

## Géographie
Sertã est limitrophe :
- au nord, de Pampilhosa da Serra,
- au nord-est, de Oleiros,
- au sud-est, de Proença-a-Nova,
- au sud, de Mação et Vila de Rei,
- à l'ouest, de Ferreira do Zêzere,
- au nord-ouest, de Figueiró dos Vinhos et Pedrógão Grande.

## Démographie
| 1801   | 1849   | 1900   | 1930   | 1960   | 1981   |
| ------ | ------ | ------ | ------ | ------ | ------ |
| 10 235 | 13 456 | 20 380 | 24 057 | 27 997 | 21 503 |

| 1991   | 2001   | 2004   | 2011   | - | - |
| ------ | ------ | ------ | ------ | - | - |
| 18 199 | 16 720 | 16 208 | 15 880 | - | - |

## Subdivisions
La municipalité de Sertã groupe 14 freguesias :
- Cabeçudo
- Carvalhal
- Castelo
- Cernache de Bonjardim
- Cumeada
- Ermida
- Figueiredo
- Marmeleiro
- Nesperal
- Palhais
- Pedrógão Pequeno
- Sertã, ancienne commanderie de l'ordre de Saint-Jean de Jérusalem[2]
- Troviscal
- Várzea dos Cavaleiros